# Juan José Arévalo

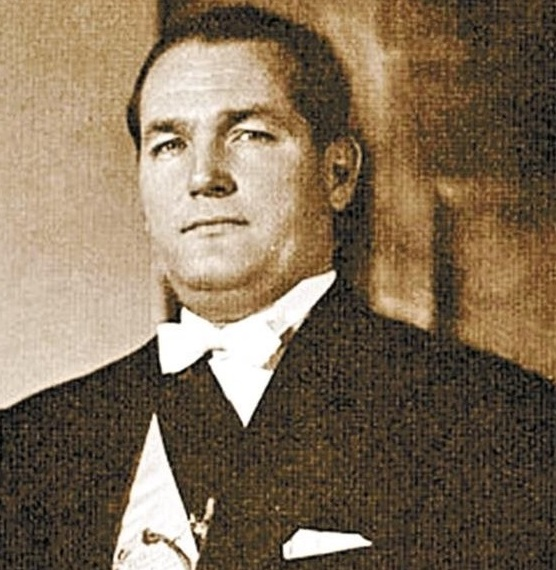
Juan José Arévalo Bermejo
(15 maart 1945)

Juan José Arévalo Bermejo (Taxisco, 10 september 1905 - Guatemala-Stad, 8 oktober 1990) was de eerste hervormingsgezinde president van Guatemala.

## Levensloop
Als zoon van en veehouder en een lerares ging hij na zijn schooltijd in Guatemala-Stad studeren aan de Argentijnse Universiteit van La Plata. In 1934 behaalde hij er zijn doctoraat in de filosofie. 
Bij het einde van de dictatuur van Jorge Ubicos in 1944 keerde hij terug naar zijn geboorteland, om er mee te helpen met de opbouw van een nieuw postdictatoriaal bestuur, in het bijzonder inzake sociale wetgeving en het opstellen van een nieuwe grondwet. Op 15 maart 1945 werd hij de eerste democratisch verkozen president van Guatemala. Hij bleef dit tot 15 maart 1951.
Zijn filosofie van het spirituele socialisme (ook Arevalismo genoemd) beschreef hij in een toespraak (vrij vertaald) als volgt:
Ons socialisme wil mensen innerlijk en spiritueel bevrijden ... Wij benoemen dit naoorlogs socialisme spiritueel, omdat in de wereld, en nu ook in Guatemala, een fundamentele verandering plaatsvindt ... Communisme, fascisme en nazisme waren ook socialistisch, maar dat zijn vormen van socialisme die met de linkerhand het volk voeden en met de rechterhand de morele en burgerlijke rechten van het volk verminken.
Deze filosofie werd onder andere door de Verenigde Staten als een vorm van communisme beschouwd en daardoor reden tot ongerustheid, hetgeen Arévalo steun opleverde van naburige caudillo's zoals Anastasio Somoza García. Hij ondernam spoedig de nodige structurele hervormingen, met als belangrijkste landbouwhervorming, invoering van werknemersbescherming, verbetering van het onderwijssysteem en bevestiging van de democratie.
Hoewel in de Guatemalteekse steden de hervormingen vrij snel tot verbetering van de leefomstandigheden van de lagere en middenklasse leidden, verliep de landbouwhervorming veel moeilijker. Een herverdeling van de landbouwgrond mét compensatie voor de grootgrondbezitters was noodzakelijk, maar daar bleek Arévalo's regering te zwak voor. Zijn opvolger probeerde dit te verhelpen. De landbouwhervorming gaf aanleiding tot een door de CIA aangestuurde en georkestreerde staatsgreep, gesteund door de Minister van Buitenlandse Zaken van de Verenigde Staten John Foster Dulles. Diens broer Allen was een belangrijk aandeelhouder van de United Fruit Company, eigenaar van belangrijke gronden die door de landbouwhervorming zouden herverdeeld worden. Arévalo werd opgevolgd door Jacobo Arbenz Guzmán die de hervormingen voortzette, maar in 1954 werd afgezet. Arévalo ging toen in vrijwillige ballingschap als professor en schrijver.
Op 28 maart 1963 stelde dictator José Miguel Ramón Idigoras Fuentes op een persconferentie de teruggekeerde Arévalo als presidentskandidaat voor en verliet het land, maar op 31 maart 1963 greep Alfredo Enrique Peralta Azurdia de macht. Arévalo keerde pas zo'n 10 jaar later terug naar zijn land.
Arévalo was ambassadeur van Guatemala in Frankrijk van 1970 tot 1972.
Hij overleed op 8 oktober 1990 in Guatemala-Stad, 86 jaar oud.
Hij was de auteur van het boek The Shark and the Sardines, gepubliceerd in 1956. In 1961 verscheen er een Engelse vertaling. De fabel, zoals Arévalo zelf zijn werk noemde, weerspiegelde een sterk anti-imperialistisch sentiment tegen de inmenging van de Amerikaanse regering in Latijns-Amerika.
In augustus 2023 werd zijn zoon, Bernardo Arévalo de León, gekozen tot nieuwe president van Guatemala.